# Anti-Defamation League
Anti-Defamation League (zkráceně ADL, do češtiny překládáno jako „Liga proti hanobení“, „Liga proti pomluvám“ nebo „Liga proti nactiutrhání“) je nestátní nezisková organizace založená v roce 1913 ve Spojených státech amerických. ADL bojuje proti antisemitismu a jeho vyhroceným formách a vedle zájmu Židů podle vlastního tvrzení také chrání zájmy ostatních lidí. ADL rovněž hájí bezpečnost Izraele po celém světě.

## Historie
Organizace byla založena v roce 1913 díky Židovské charitativní organizaci The Independent Order of B'nai B'rith, jejichž původním cílem bylo zastavit diskriminaci Židů za pomoci všech demokratických prostředků. Dalším cílem bylo zachovat mír a hlavně spravedlivé jednání s lidmi.
Od roku 1987, po více než čtvrtstoletí, vedl ADL Abraham Foxman, od července 2015 jeho funkci převzal Jonathan Greenblatt.

## Současnost
V roce 2024 byla rozhodnutím a hlasováním komunity Wikipedie ADL definována jako nespolehlivý zdroj informací týkajících se izraelsko-palestinského konfliktu. Důvodem je spojení s organizacemi a médii (National Inquirer, Newsmax, Occupy Democrats), které zjevně šíří propagandu a dezinformace, ale také proto, že označuje kritické příspěvky zaměřené na Izrael jako antisemitismus. I v dalších zdrojích se objevují informace o tendenčnosti organizace v souvislosti s kroky administrativy Donalda Trumpa.

## Charta
| „            | The immediate object of the League is to stop, by appeals to reason and conscience and, if necessary, by appeals to law, the defamation of the Jewish people. Its ultimate purpose is to secure justice and fair treatment to all citizens alike and to put an end forever to unjust and unfair discrimination against and ridicule of any sect or body of citizens. | “ |
| — Charta ADL | |   |

Překlad:
| „ | Bezprostředním účelem Ligy je zastavit difamaci židovského národa dovoláváním se rozumu a svědomí, a je-li to nutné i práva. Konečným cílem je zajistit spravedlnost a slušné zacházení pro všechny občany bez rozdílu a navždy skoncovat s nespravedlivou diskriminací a zesměšňováním kterékoli náboženské nebo jiné skupiny občanů. | “ |